# Ricardo Gray
Ricardo Gray, född 1 september 1993, är en svensk fotbollsspelare med jamaicanskt påbrå som spelar för FC Stockholm. 

## Klubbkarriär

### Ungdomskarriär
Uppväxt i Stockholmsförorten Fisksätra där han också började spela fotboll som femåring i Fisksätra IF. Vid nio års ålder övergick han till Boo IF där han stannade i några år innan han fortsatte hos IF Brommapojkarna. Där blev Gray erbjuden ett junioravtal, men valde istället spel för Djurgårdens IF. Gray sågs som en supertalang och provspelade därför under samma period med bland annat Manchester United, Arsenal FC, FC Porto, Feyenoord och AZ Alkmaar. Han tackade även nej till ett erbjudande från Inter på grund av en landslagssamling.  Under sin tid som ungdomsspelare i Sverige vann Gray 31 medaljer av olika slag, varav 25 guld, med en Gothia Cup-seger 2005 med Boo FF som utmärker sig. Som 15-åring skrev Gray slutligen på för FC Porto. Med 17 mål på 19 matcher i ungdomslaget, U17 ligamästare med mera, fyra matcher i reservlaget samt träningar med A-laget ville Porto att Gray skulle testa en utlåning, men istället flyttade Gray till Rotterdam och spel för Feyenoords juniorer. I Feyenoord blev det ligaguld med U19-laget, och ett A-lagskontrakt närmade sig följt konkret kontraktsförslag inför vinteruppehållet. Under vinteruppehållet valde Gray att tacka nej till Feyenoord och tog istället en paus från fotboll på grund av omständigheter kring hans pappa. Grays pappa var både personlig tränare och agent för Gray. Därför valde Gray att återvända till sin familj i Sverige och spelade  inte heller fotboll på 8 månader. När tiden var redo provtränade Gray för diverse svenska klubbar, däribland Hammarby IF, samt Hamburger SV. Gray nekades kontrakt i Hamburg, men via föreningen fick dock Brøndby IF upp ögonen för Gray, vilket sedermera blev Grays nästa adress, som också innebar spel i U19- och A-laget.

### Seniorkarriär
År 2013 lämnade Gray Brøndby IF. Gray var ytterst nära en övergång till Östers IF där han bland annat stod för två mål i en U21-match. På grund av strul med agenten värvades Gray istället till Athletic FC United i Division 1 som fri transfer, och därmed kom även seniordebuten. Han fick säsongen därpå ett förlängt kontrakt, I sin debut för Sundbybergs IK gjorde han mål. Efter att ha spelat i Sundbybergs IK i nästan två och en halv säsong kom nästa genombrott, Valmieras i Lettiska högsta ligan värvade Gray. Han gjorde tre mål och två assist på 13 spelade matcher.
I mars 2019 gick Gray till FC Stockholm.

## Landslagskarriär
Gray kallades till den första samlingen för P15/93 år 2008. Han medverkade därefter på samtliga landslagssamlingar upp till svenska U17-landslaget 2010, även U-18 och U-19 hann det bli för Ricardo. Där blev det totalt tre matcher och ett mål och en assist.